# Atrophaneura aidoneus
Espèce
Statut de conservation UICN

LC : Préoccupation mineure
Atrophaneura aidoneus ou Petit papillon chauve-souris est une espèce de lépidoptères (papillons) de la famille des Papilionidae. L'espèce est présente en Asie (Himalaya, Birmanie, nord de l'Indochine, sud de la Chine).

## Description

### Imago
Atrophaneura aidoneus est un grand papillon dont l'envergure est comprise entre 100 et 120 mm. Le revers et l'avers sont identiques. Les ailes antérieures sont gris foncé avec des veines noires, elles sont plus claires autour des veines et présentent des reflets bleutés. Les ailes postérieures sont dentelées, sans queues. Elles sont noires ou gris foncé. Le dessus du corps et du thorax est noir, la tête, les côtés et le dessous de l'abdomen sont rose ou rouge marqués de macules noires. Le dimorphisme sexuel est faible, mais les couleurs du mâle sont plus vives.

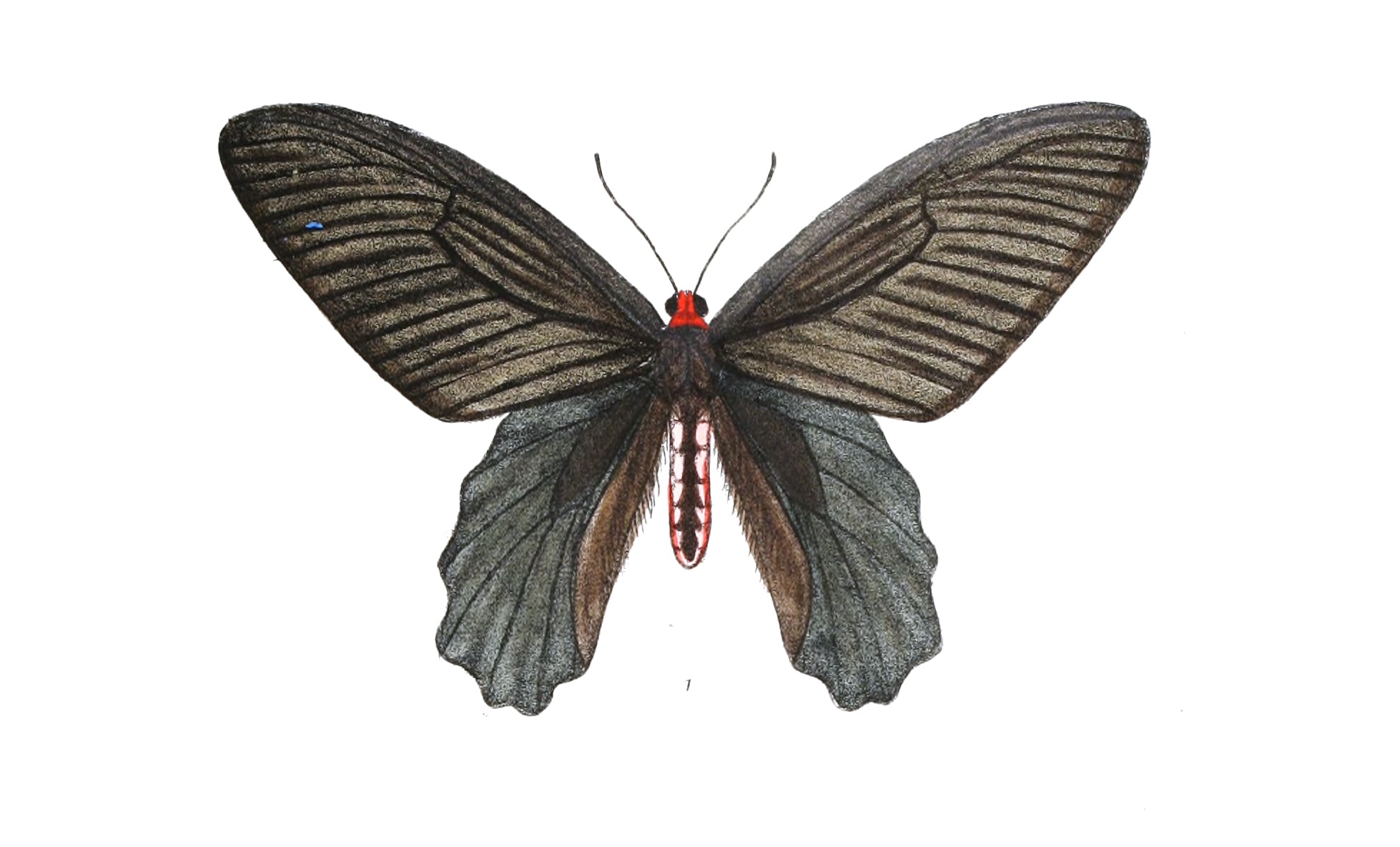
mâle
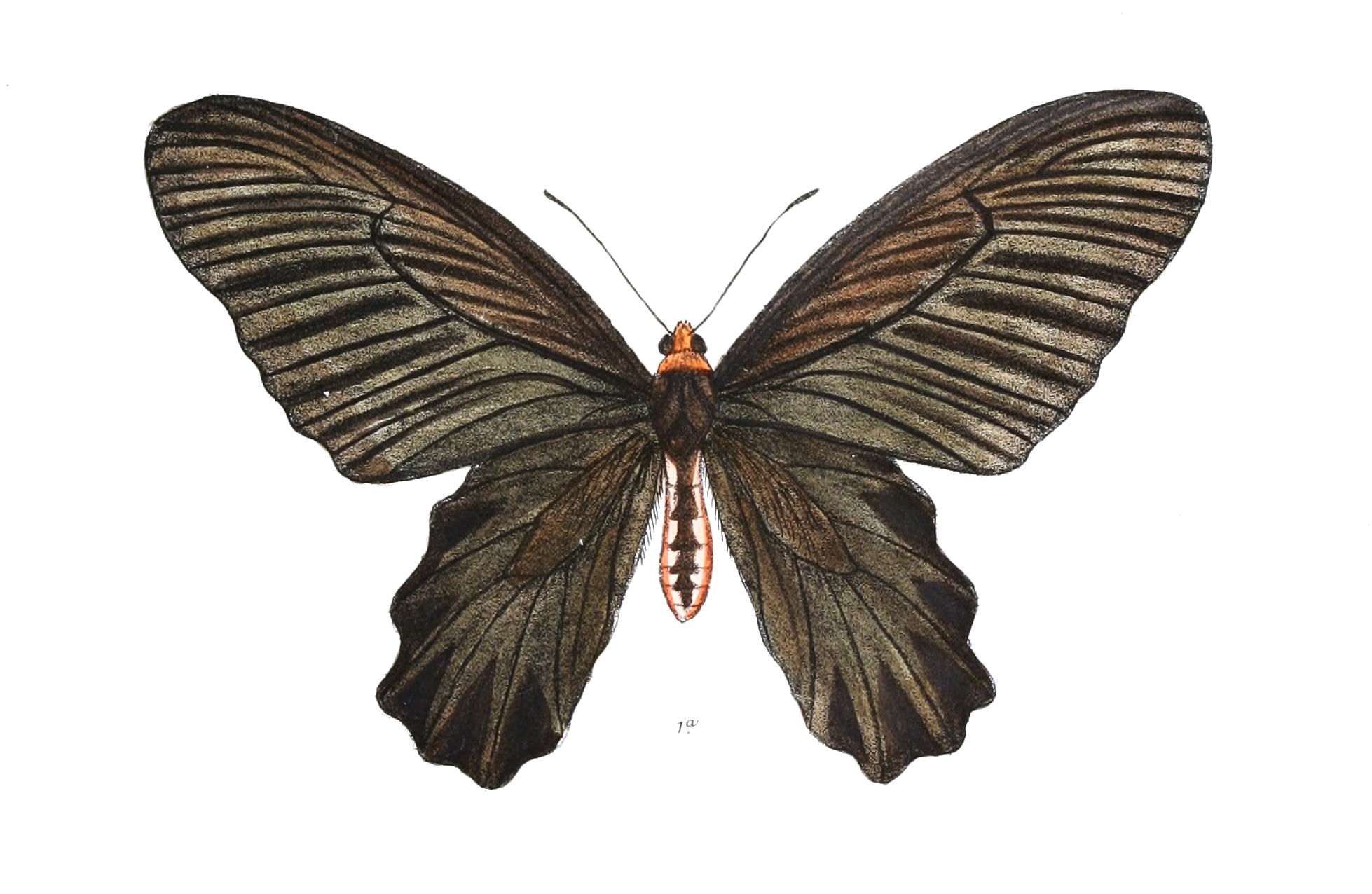
femelle

## Écologie
La femelle pond ses œufs sur des plantes de la famille des Aristolochiaceae, notamment Aristolochia dilatata en Inde et Aristolochia fangchi en Chine. Les chenilles passent par cinq stades avant de se changer en chrysalide. Comme toutes les espèces de Papilionidae elles possèdent probablement un osmeterium derrière la tête qu'elles sortent quand elles se sentent menacées.
Les adultes vivent dans les forêts et ne s'aventurent guère au-dehors.

## Habitat et répartition
Atrophaneura aidoneus  est présent en Asie, du nord de l'Inde (Uttar Pradesh, Uttarakhand, Sikkim, Assam) jusqu'au sud de la Chine (Hainan compris) en passant par le Bhoutan, la Birmanie, le nord du Laos et le nord du Vietnam. L'espèce vit dans les forêts, entre 100 et 2 400 m d'altitude.

## Systématique
L'espèce Atrophaneura aidoneus a été décrite en 1845 par Edward Doubleday dans Annals and magazine of natural history sous le nom Papilio aidoneus. Elle fait partie du groupe d'Atrophaneura nox.

## Atrophaneura aidoneuset l'Homme

### Nom vernaculaire
Atrophaneura aidoneus est appelée Lesser Batwing en anglais.

### Menaces et conservation
L'espèce est considérée comme "préoccupation minimale" par l'UICN. Son aire de répartition est vaste (plus de  4 000 000 km2) et elle est présente dans plusieurs aires protégées. Elle pourrait néanmoins être localement menacée par la destruction de son habitat, particulièrement la déforestation. 